# فرانسوا روفين
فرانسوا روفين هو صحفي ومخرج وسياسي فرنسي، ولد في 18 أكتوبر 1975 في كاليه في فرنسا. نشط حزبياً في Picardie Debout ‏. في الانتخابات التشريعية الفرنسية 2017، انتخب نائب فرنسي عن دائرة Somme's 1st constituency ‏ وقد انضم خلال فترته النيابية ‏ (21 يونيو 2017 – ) للكتلة البرلمانية La France Insoumise group ‏.

## وصلات خارجية
- الموقع الرسمي
- فرانسوا روفين على موقع IMDb (الإنجليزية)
- فرانسوا روفين على موقع روتن توميتوز (الإنجليزية)
- فرانسوا روفين على موقع ألو سيني (الفرنسية)
- فرانسوا روفين على موقع ميوزك برينز (الإنجليزية)
- فرانسوا روفين على موقع قاعدة بيانات الفيلم (الإنجليزية)
- فرانسوا روفين على موقع كينوبويسك (الروسية)